# Neu! '75
Neu! '75, stiliserat som NEU! '75, är det tredje studioalbumet av den tyska musikgruppen Neu! Albumet spelades in 1974-1975 och släpptes som titeln indikerar 1975 på skivbolaget Brain Records. Skivan är uppdelad i en första mer ambientfärgad del och en andra mer rockinfluerad del. Klaus Dinger och Michael Rother gjorde en kompromiss och lät sina musikaliska idéer få en sida vardera på albumet. Liksom de andra två album Neu! lanserade på 1970-talet blev det ingen kommersiell framgång, men en stor inspirationskälla för andra musiker.
Albumet gavs officiellt ut på CD 2001 av skivbolagen Astralwerks och Grönland. Innan dess hade olagliga bootlegs funnits tillgängliga på CD.

## Låtlista
(alla låtar komponerade av Klaus Dinger och Michael Rother)
1. "Isi" - 5:06
2. "Seeland" - 6:54
3. "Leb' Wohl" - 8:50
4. "Hero" - 7:11
5. "E-Musik" - 9:57
6. "After Eight" - 4:44